# パシフィックネーションズカップ2024
パシフィックネーションズカップ2024（2024 Pacific Nations Cup、2024 PNC）は、ワールドラグビー主催により環太平洋諸国が参加する「ワールドラグビー パシフィックネーションズカップ（PNC）」17回目の大会である。冠スポンサーが付き、「アサヒスーパードライ パシフィックネーションズカップ2024（Asahi Super Dry Pacific Nations Cup 2024）」という。

## 概要
この2024年から大会フォーマットを大幅に刷新。アメリカ合衆国とカナダが加わり、毎年8-9月に6か国（日本、アメリカ合衆国、カナダ、フィジー、サモア、トンガ）が参加することになった。
プールフェーズ（各国2試合を行うプール戦）の後、ファイナルラウンド（決勝トーナメント）を行う。
プールフェーズでは、3チームずつに分かれてプール戦を行う。
ファイナルシリーズ（決勝トーナメント）で、各プール上位2チームにずつ計4チームよるトーナメントと、プール最下位チームによる5位決定戦を行い、最終順位が決まる。
この大会からファイナルシリーズ（決勝トーナメント）は、日本とアメリカ合衆国が毎年交互に開催地となる。今大会は日本開催（準決勝は東京（秩父宮ラグビー場）、3位決定戦と決勝は大阪（東大阪市花園ラグビー場））となる。
開幕1週間前となる2024年8月16日、アサヒビール株式会社がタイトルスポンサーになることが発表され、大会名が「アサヒスーパードライ パシフィックネーションズカップ 2024（Asahi Super Dry Pacific Nations Cup 2024）」となった。大会オフィシャルビールは、アサヒスーパードライ。

## 結果（最終順位）
プールフェーズ（プール戦）の後に行われるファイナルシリーズ（決勝トーナメント、順位決定戦）で、最終順位が決まる。
| 最終順位 | 国             | プールフェーズ 順位 | 備考        |
| -------- | -------------- | ------------------- | ----------- |
| 1        | フィジー       | プールA 1位         | 7回目の優勝 |
| 2        | 日本           | プールB 1位         | [ 8 ]       |
| 3        | サモア         | プールA 2位         |             |
| 4        | アメリカ合衆国 | プールB 2位         |             |
| 5        | トンガ         | プールA 3位         |             |
| 6        | カナダ         | プールB 3位         |             |

## プールフェーズ
開催日：2024年8月23日～9月7日
プールAとプールBに分かれ、それぞれ総当たり戦（各チームが1ホーム・1アウェーで計2試合）を行い、勝ち点によりプール内の順位を決める。上位2チームずつは準決勝へ、下位1チームずつは5位決定戦へ進む。
勝ち点は、勝利4、引き分け2、敗戦0。さらに「4トライ以上獲得」「7点差以内で敗戦」の場合に、それぞれボーナスポイント（BP）1が勝ち点に加わる。

### プールA
| プールA | 順位 | 国       | 試合数 | 勝 | 分 | 敗 | 得点 | 失点 | 差  | 4トライ以上 BP | 7点差以内 BP | 勝点 | ファイナルシリーズ |
| ------- | ---- | -------- | ------ | -- | -- | -- | ---- | ---- | --- | -------------- | ------------ | ---- | ------------------ |
| プールA | 1    | フィジー | 2      | 2  | 0  | 0  | 92   | 35   | +57 | 2              | 0            | 10   | 準決勝へ           |
| プールA | 2    | サモア   | 2      | 1  | 0  | 1  | 59   | 59   | 0   | 1              | 0            | 5    | 準決勝へ           |
| プールA | 3    | トンガ   | 2      | 0  | 0  | 2  | 36   | 93   | -57 | 0              | 0            | 0    | 5位決定戦へ        |

| 2024年8月23日 18:00 FJT (UTC+12) | (1 BP) フィジー | 42–16    | サモア | HFCバンクスタジアム, スバ, フィジー レフリー: James Doleman (ニュージーランド) |
| 2024年8月23日 18:00 FJT (UTC+12) | トライ: Salawa Jr. (3) 5' m, 55' c, 79' m マシ 30' c ロマニ 60' c カラワレヴ 74' m コンバート: マンツ (3/6) 31', 56', 61' PK: マンツ (2/2) 40', 44' | レポート | トライ: Pisi Leilua 17' c コンバート: D.Leuila (1/1) 18' PK: D.Leuila (3/3) 13', 27', 36' ドロップ: D.Leuila (0/1) | HFCバンクスタジアム, スバ, フィジー レフリー: James Doleman (ニュージーランド) |

| 2024年8月30日 17:00 WST (UTC+13) | サモア (1 BP) | 43–17    | トンガ                                                                                        | アピア・パーク, アピア, サモア レフリー: 滑川剛人 (日本) |
| 2024年8月30日 17:00 WST (UTC+13) | トライ: Ili 18' c Tuitama (2) 21' c, 42' c Moore-Aiono (2) 46' m, 74' c Slade 77' c コンバート: Leuila (3/4) 19', 22', 43' アイオナ (2/2) 75', 78' PK: Leuila (1/2) 29' アイオナ (0/1) | レポート | トライ: Inisi (2) 57' c, 64' c コンバート: Pellegrini (2/2) 58', 64' PK: Pellegrini (1/1) 49' | アピア・パーク, アピア, サモア レフリー: 滑川剛人 (日本) |

| 2024年9月6日 16:00 TOT (UTC+13) | トンガ                                                                                   | 19-50    | フィジー (1 BP) | トゥファイバ・スポーツスタジアム, ヌクアロファ, トンガ レフリー: アンガス・ガードナー (オーストラリア) |
| 2024年9月6日 16:00 TOT (UTC+13) | トライ: Paea 18' c F. Inisi 28' c Pellegrini 36' m コンバート: Pellegrini (2/3) 18', 29' | レポート | トライ: マシ (2) 2' m, 77' c イカニヴェレ 5' c カナカイヴァタ (2) 11' c, 41' c Tabuavou 58' c デレナランギ 71' c コンバート: マンツ (6/7) 6', 12', 42', 59', 71', 78' PK: マンツ (1/1) 57' | トゥファイバ・スポーツスタジアム, ヌクアロファ, トンガ レフリー: アンガス・ガードナー (オーストラリア) |

### プールB
| プールB | 順位 | 国             | 試合数 | 勝 | 分 | 敗 | 得点 | 失点 | 差  | 4トライ以上 BP | 7点差以内 BP | 勝点 | ファイナルシリーズ |
| ------- | ---- | -------------- | ------ | -- | -- | -- | ---- | ---- | --- | -------------- | ------------ | ---- | ------------------ |
| プールB | 1    | 日本           | 2      | 2  | 0  | 0  | 96   | 52   | +44 | 2              | 0            | 10   | 準決勝へ           |
| プールB | 2    | アメリカ合衆国 | 2      | 1  | 0  | 1  | 52   | 56   | −4  | 1              | 0            | 5    | 準決勝へ           |
| プールB | 3    | カナダ         | 2      | 0  | 0  | 2  | 43   | 83   | −40 | 0              | 1            | 1    | 5位決定戦へ        |

| 2024年8月25日 14:00 PDT (UTC-7) | (1 BP) カナダ | 28–55               | 日本 (1 BP) | BCプレイス, バンクーバー, ブリティッシュコロンビア州, カナダ レフリー: Eoghan Cross (アイルランド) |
| 2024年8月25日 14:00 PDT (UTC-7) | トライ: コー 37' c ラムボール 45' c Tal. McMullin 50' c Tak. McMullin 80' c コンバート: ネルソン (4/4) 38', 46', 51', 80' | レポート 結果配信表 | トライ: ツイタマ 4' c ディアンズ (2) 7' c, 28' c 下川甲嗣 22' c ライリー 30' c 李承信 43' c ナイカブラ 68' m 長田智希 81' m コンバート: 李承信 (6/6) 5', 8', 23', 29', 31', 44' 立川理道 (0/2) PK: 李承信 (1/1) 26' | BCプレイス, バンクーバー, ブリティッシュコロンビア州, カナダ レフリー: Eoghan Cross (アイルランド) |

| 2024年8月31日 18:00 PDT (UTC-7) | (1 BP) アメリカ合衆国                                                                                             | 28-15    | カナダ                                                                              | ディグニティ・ヘルス・スポーツ・パーク, カーソン, カリフォルニア州, アメリカ合衆国 レフリー: Gianluca Gnecchi (イタリア) |
| 2024年8月31日 18:00 PDT (UTC-7) | トライ: Mooneyham (2) 9' m, 15' m Wilson 38' m Pifeleti 55' c コンバート: Carty (1/4) 56' PK: Carty (2/2) 7', 48' | レポート | トライ: Benn 26' m Coats 60' c コンバート: ネルソン (1/2) 61' PK: ネルソン (1/1) 4' | ディグニティ・ヘルス・スポーツ・パーク, カーソン, カリフォルニア州, アメリカ合衆国 レフリー: Gianluca Gnecchi (イタリア) |

| 2024年9月7日 19:05 JST (UTC+09) | (1 BP) 日本 | 41-24               | アメリカ合衆国 | 熊谷ラグビー場, 熊谷, 日本 観客数: 10,677人 レフリー: ホリー・デビッドソン (スコットランド) |
| 2024年9月7日 19:05 JST (UTC+09) | トライ: マクカラン 14' c ワクァ 22' c 原田衛 39' c ディラン・ライリー 44' c マロ・ツイタマ 66' c コンバート: 李承信 (5/5) 15', 23', 40', 45', 67' PK: 李承信 (2/2) 5', 62' | レポート 結果配信表 | トライ: Faʻanana-Schultz 30' c オーギュスパーガー (2) 51' c, 58' c コンバート: Carty (3/3) 31', 52', 59' PK: Carty (1/1) 18' | 熊谷ラグビー場, 熊谷, 日本 観客数: 10,677人 レフリー: ホリー・デビッドソン (スコットランド) |

## ファイナルシリーズ
開催日：2024年9月14日～21日
日本代表が準決勝に進出した際、テレビ中継などの都合上、9月15日の試合に出場することが あらかじめ決まっていた。
|  | 準決勝                | 準決勝                |                       |                       | 決勝      | 決勝      |                       |                       |    |  |
|  |                       |                       |                       |                       |           |           |                       |                       |    |  |
|  | 2024年9月14日（東京） |                       |                       |                       |           |           |                       |                       |    |  |
|  | フィジー              | 22                    |                       |                       |           |           |                       |                       |    |  |
|  | アメリカ合衆国        | 3                     |                       |                       |           |           |                       |                       |    |  |
|  |                       |                       | 2024年9月21日（大阪） |                       |           |           |                       |                       |    |  |
|  | フィジー              | 41                    |                       |                       |           |           |                       |                       |    |  |
|  |                       | 日本                  | 17                    |                       |           |           |                       |                       |    |  |
|  |                       |                       |                       |                       |           |           |                       |                       |    |  |
|  | 3位決定戦             | 3位決定戦             |                       |                       | 5位決定戦 | 5位決定戦 |                       |                       |    |  |
|  | 2024年9月15日（東京） | 2024年9月15日（東京） | 2024年9月21日（大阪） | 2024年9月21日（大阪） |           |           | 2024年9月14日（東京） | 2024年9月14日（東京） |    |  |
|  | サモア                | 27                    | アメリカ合衆国        | 13                    |           |           | トンガ                | 30                    |    |  |
|  | 日本                  | 49                    |                       | サモア                | 18        |           |                       | カナダ                | 17 |  |

### 5位決定戦
| 2024年9月14日 16:00 JST (UTC+09) | トンガ | 30-17    | カナダ                                                                                                 | 秩父宮ラグビー場, 東京, 日本 レフリー: ニック・ベリー (オーストラリア) |
| 2024年9月14日 16:00 JST (UTC+09) | トライ: Moala-Liava'a 10' c Tapueluelu (2) 15' c, 80' m Unga 26' m コンバート: Pellegrini (2/4) 11', 16' PK: Pellegrini (2/2) 47', 70' | レポート | トライ: クワトリン 20' c Tak. McMullin 67' c コンバート: ネルソン (2/2) 21', 68' PK: ネルソン (1/1) 6' | 秩父宮ラグビー場, 東京, 日本 レフリー: ニック・ベリー (オーストラリア) |

### 準決勝
| 2024年9月14日 19:05 JST (UTC+09) | フィジー | 22-3     | アメリカ合衆国       | 秩父宮ラグビー場, 東京, 日本 観客数: 3,681人 レフリー: Craig Evans (ウェールズ) |
| 2024年9月14日 19:05 JST (UTC+09) | トライ: カナカイヴァタ (2) 26' c, 51' c ロマニ 60' m コンバート: マンツ (2/3) 27', 52' PK: マンツ (1/1) 23' | レポート | PK: Mattina (1/2) 4' | 秩父宮ラグビー場, 東京, 日本 観客数: 3,681人 レフリー: Craig Evans (ウェールズ) |

| 2024年9月15日 15:05 JST (UTC+09) | サモア | 27-49               | 日本 | 秩父宮ラグビー場, 東京, 日本 観客数: 14,893人 レフリー: Paul Williams (ニュージーランド) |
| 2024年9月15日 15:05 JST (UTC+09) | トライ: Tuitama 13' c マタヴァオ 52' c ラロミロ 72' c コンバート: アイオナ (3/3) 14', 53', 73' PK: アイオナ (2/2) 25', 29' | レポート 結果配信表 | トライ: ディラン・ライリー 6' c PT 10' 長田智希 16' c 李承信 39' c 下川甲嗣 44' c 藤原忍 58' c 李承信 79' c コンバート: 李承信 (6/6) 7', 17', 40', 45', 59', 80' | 秩父宮ラグビー場, 東京, 日本 観客数: 14,893人 レフリー: Paul Williams (ニュージーランド) |

### 3位決定戦
| 2024年9月21日 16:00 JST (UTC+09) | アメリカ合衆国                                                          | 13-18    | サモア                                                                                    | 花園ラグビー場, 東大阪, 日本 レフリー: ベン・オキーフ (ニュージーランド) |
| 2024年9月21日 16:00 JST (UTC+09) | トライ: Fricker 7' c コンバート: Carty (1/1) 8' PK: Carty (2/3) 5', 53' | レポート | トライ: Mapu 42' c Nanai 78' m コンバート: アイオナ (1/2) 43' PK: アイオナ (2/3) 15', 32' | 花園ラグビー場, 東大阪, 日本 レフリー: ベン・オキーフ (ニュージーランド) |

### 決勝
| 2024年9月21日 19:05 JST (UTC+09) | フィジー | 41-17                    | 日本 | 花園ラグビー場, 東大阪, 日本 観客数: 14,437人 レフリー: ニック・ベリー (オーストラリア) |
| 2024年9月21日 19:05 JST (UTC+09) | トライ: カラワレヴ (3) 32' c, 70'c, 75' c ロンガニマシ 59' c トゥイスエ 67' c コンバート: マンツ (5/5) 33', 60', 68', 71', 76' PK: マンツ (2/2) 10', 56' | レポート 結果配信表 報道 | トライ: ディラン・ライリー 20' c マロ・ツイタマ 78' c コンバート: 李承信 (2/2) 21', 78' PK: 李承信 (1/1) 7' | 花園ラグビー場, 東大阪, 日本 観客数: 14,437人 レフリー: ニック・ベリー (オーストラリア) |

## 放送・配信
日本代表が準決勝に進出した場合は、9月15日にその試合を行うことが開幕前から決まっていた。

### 日本
- J SPORTS（放送）- プールA（フィジー、サモア、トンガ）以外の 全試合[10]
- J SPORTSオンデマンド（配信） [11][12] - 全試合
- BS日テレ（放送）、Hulu（配信） - 「日本代表vsアメリカ代表」「9月15日の準決勝（日本代表vsサモア代表）」「決勝戦（日本代表vsフィジー代表）」[13]

### その他の国
出典
- アメリカ合衆国：Peacock
- カナダ：TSN [15]
- フィジー：FBC
- フィジーおよび太平洋諸島：DIGICEL
- ニュージーランド：Sky
- ラテンアメリカおよびカリブ海諸国：ESPN/DISNEY+

### 放送/配信のない 地域/対戦
- RugbyPass TV（配信）[2] - 日本ではJ SPORTSオンデマンドによる大会全試合の配信があるため視聴できない。